# Matchvärd
Matchvärd är inom sport en supporter som gått en vaktutbildning för att hålla ordning på fans. Systemet har införts för att få bukt med huliganismen. Infördes bland annat av AIK Fotboll 1993.